# Burnsius orcus
Burnsius orcus is een vlindersoort uit de familie van de dikkopjes (Hesperiidae). De wetenschappelijke naam van de soort werd in 1780 als Papilio orcus gepubliceerd door Caspar Stoll.

## Verspreiding
De soort komt voor in Midden- en Zuid-Amerika (van Mexico tot in Argentinië en Brazilië) en in de Caraïben (Trinidad, Curaçao, Saba, Sint Eustatius en Sint Maarten).

## Habitat
Deze soort is te vinden in een grote verscheidenheid aan habitats waaronder weilanden, open plekken in het regenwoud, bermen, graslanden en landbouwgronden.

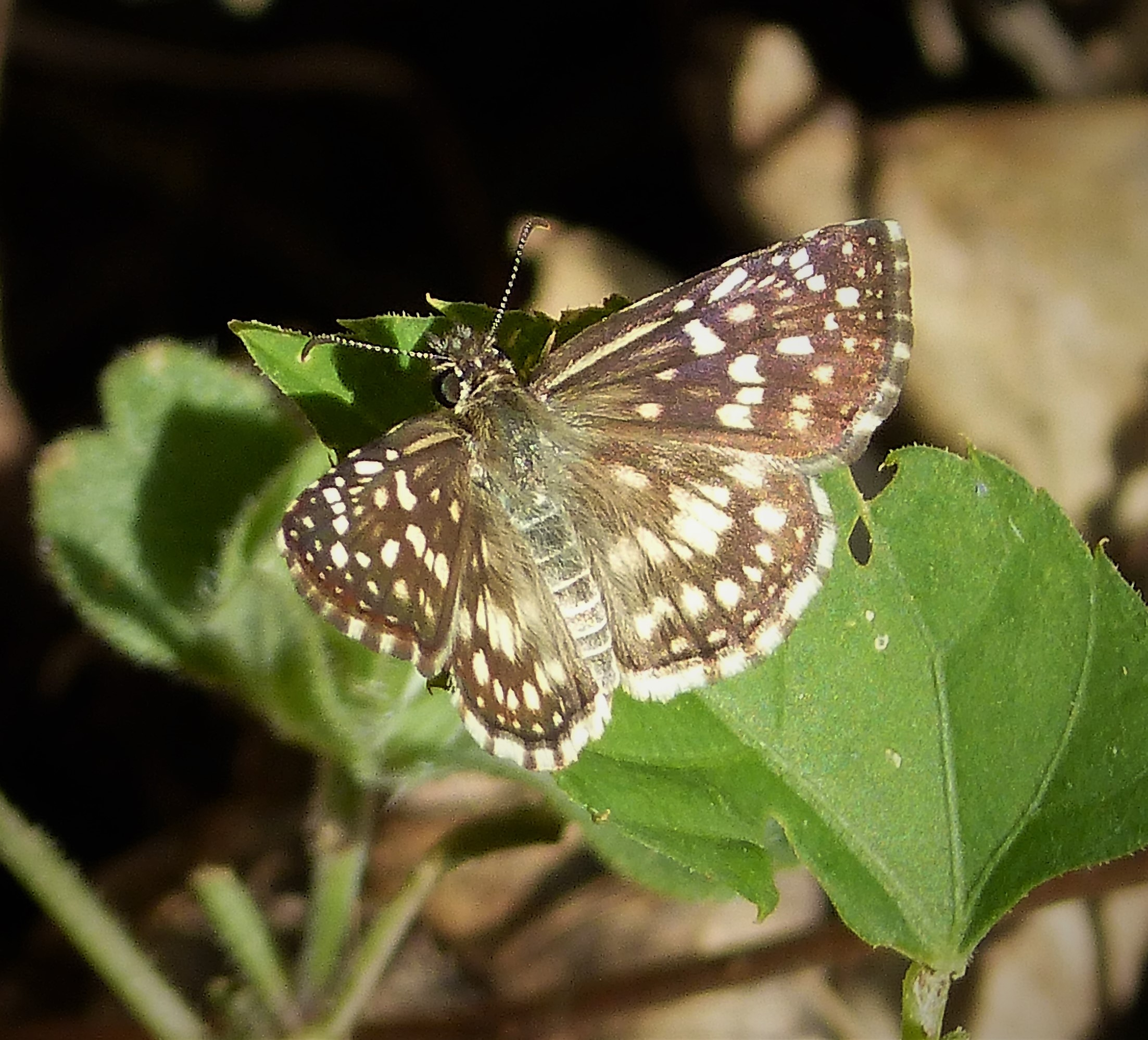
vrouwtje